# أليكسييفسكايا (فولغوغراد)
أليكسييفسكايا (بالروسية: Алексеевская) هي مدينة في مقاطعة فولغوغراد أوبلاست في روسيا.